# Alien Rangers
 (mars 2024).
La mise en forme du texte ne suit pas les recommandations de Wikipédia : il faut le « wikifier ».
Les points d'amélioration suivants sont les cas les plus fréquents :
- Les titres sont pré-formatés par le logiciel. Ils ne sont ni en capitales, ni en gras.
- Le texte ne doit pas être écrit en capitales (les noms de famille non plus), ni en gras, ni en italique, ni en « petit »…
- Le gras n'est utilisé que pour surligner le titre de l'article dans l'introduction, une seule fois.
- L'italique est rarement utilisé : mots en langue étrangère, titres d'œuvres, noms de bateaux, etc.
- Les citations ne sont pas en italique mais en corps de texte normal. Elles sont entourées par des guillemets français : « et ».
- Les listes à puces sont à éviter, des paragraphes rédigés étant largement préférés. Les tableaux sont à réserver à la présentation de données structurées (résultats, etc.).
- Les appels de note de bas de page (petits chiffres en exposant, introduits par l'outil «  Source ») sont à placer entre la fin de phrase et le point final[comme ça].
- Les liens internes (vers d'autres articles de Wikipédia) sont à choisir avec parcimonie. Créez des liens vers des articles approfondissant le sujet. Les termes génériques sans rapport avec le sujet sont à éviter, ainsi que les répétitions de liens vers un même terme.
- Les liens externes sont à placer uniquement dans une section « Liens externes », à la fin de l'article. Ces liens sont à choisir avec parcimonie suivant les règles définies. Si un lien sert de source à l'article, son insertion dans le texte est à faire par les notes de bas de page.
- La présentation des références doit suivre les conventions bibliographiques. Il est recommandé d'utiliser les modèles {{Ouvrage}}, {{Chapitre}}, {{Article}}, {{Lien web}} et/ou {{Bibliographie}}. Le mode d'édition visuel peut mettre en forme automatiquement les références.
- Insérer une infobox (cadre d'informations à droite) n'est pas obligatoire pour parachever la mise en page.

Pour une aide détaillée, merci de consulter Aide:Wikification.
Si vous pensez que ces points ont été résolus, vous pouvez retirer ce bandeau et améliorer la mise en forme d'un autre article.
Chronologie
Mighty Morphin Zeo
Alien Rangers (Mighty Morphin Alien Rangers) est une mini-série américaine en 10 épisodes diffusée en 1996 aux États-Unis.
Bien que son nom ait été modifié (il ne comprend pas la mention Power Rangers), de même que son générique, elle est généralement considérée comme faisant partie intégrante de la troisième saison de Power Rangers : Mighty Morphin[réf. nécessaire].

## Synopsis
Maître Vile a altéré le cours du temps et transformé les Power Rangers en enfants. Le cours du temps ne pouvant être restauré qu'à condition qu'il n'arrive rien aux Rangers, Zordon doit faire appel aux Alien Rangers, de la planète Aquitar, pour protéger la Terre. Les Alien Rangers ayant besoin de grandes quantités d'eau pour survivre, Rita Repulsa et le Seigneur Zedd tentent alors d'exploiter cette faille pour se débarrasser du dernier rempart se dressant entre eux et la conquête de la planète Terre.
Pendant ce temps, les Power Rangers tentent de restaurer le cours du temps. Billy pense d'abord à utiliser les Médaillons du Pouvoir, et réussit à construire un appareil capable de lui rendre son apparence adulte. Mais peu après ce premier essai, Rito et Goldar parviennent à détruire l'appareil ainsi que les Médaillons. Zordon se rend alors compte que le seul moyen de restaurer le cours du temps est d'utiliser le Zeo Cristal.
Le Zeo Cristal ayant précédemment été séparé en cinq morceaux et dispersé en différents endroits et en différentes époques (voir Power Rangers : Mighty Morphin), Zordon doit envoyer chacun des Rangers enfants (Billy ne peut pas y aller vu qu'il n'est plus affecté par la distorsion temporelle) via un portail spatio-temporel pour que chacun d'eux récupère un morceau du cristal.
Pendant que chacun des Power Rangers tente de mener à bien sa quête, Rita et Zedd décident d'en finir avec les Alien Rangers en faisant venir sur Terre Hydro Hog, leur ennemi de toujours. Après une féroce bataille, les Alien Rangers viennent enfin à bout d'Hydro Hog et peuvent regagner leur planète pour se réhydrater.
Les Power Rangers reviennent avec leurs Zeo Cristal (sauf Aisha, qui a décidé de rester en Afrique où elle avait été envoyée, et a envoyé une jeune fille nommée Tanya pour la remplacer), et restaurent enfin le cours du temps. Mais ils n'ont que peu de répit, car Goldar et Rito ont réussi à accéder au Centre de Commande, l'entourant d'explosifs, et réussissent à dérober le Zeo Cristal sous les yeux impuissants des Rangers. Zordon se rend alors compte de ce qui est sur le point de se passer ; il téléporte les Rangers à l'extérieur du Centre de Commande, juste avant que celui-ci n'explose…

## Distribution

### Alien Rangers
| Acteurs                             | Rôles    | Rangers            | Armes                                          | Pouvoirs          | Zords                                  |
| ----------------------------------- | -------- | ------------------ | ---------------------------------------------- | ----------------- | -------------------------------------- |
| David Bacon (VF : Alexandre Gillet) | Aurico   | Alien Ranger rouge | Cristal Galactique rouge, Pistolet Laser, Épée |                   | Borg de combat rouge, ShogunZord rouge |
| Rajia Baroudi (VF : Béatrice Bruno) | Delphine | Alien Ranger blanc | Cristal Galactique blanc, Pistolet Laser, Épée |                   | Borg de combat blanc, ShogunZord blanc |
| Karim Prince (VF : David Lesser)    | Cestro   | Alien Ranger bleu  | Cristal Galactique bleu, Pistolet Laser, Épée  | Force de la Vague | Borg de combat bleu, ShogunZord bleu   |
| Jim Gray                            | Tideus   | Alien Ranger jaune | Cristal Galactique jaune, Pistolet Laser, Épée |                   | Borg de combat jaune, ShogunZord jaune |
| Alan Palmer                         | Corcus   | Alien Ranger noir  | Cristal Galactique noir, Pistolet Laser, Épée  |                   | Borg de combat noir, ShogunZord noir   |

### Amis

#### Centre de Commande
- Zordon (Bob Manahan) : Lorsque Maître Vile transforme les Rangers en enfants, Zordon envoie les Rangers (à l'exception de Billy, qui a retrouvé son âge adulte), dans différents portails temporels pour récupérer les fragments du Zeo Crystal. Zordon continue d'être un mentor pour les Alien Rangers qui protègent la Terre pendant l'absence des Rangers. Après le retour des Rangers, Zordon, avec l'aide de Billy, reforme le Zeo Crystal et ramène les Rangers à l'âge adulte. Cependant, Rito Revolto et Goldar placent une bombe sous le Centre de Commande et le détruisent, apparemment avec Alpha 5 et Zordon morts.
- Alpha 5 (Richard Steven Horvitz) : Bras droit de Zordon, Alpha 5 l'assiste pour tenter de rétablir le cours du temps. Il aide les Alien Rangers à se familiariser avec l'arsenal des Rangers, ainsi que la menace extra-terrestre qui pèse sur la Terre. Avec Billy et Cestro, ils construisent toute sorte de machines pour contribuer à la défense des Alien Rangers ou à aider les jeunes Rangers à retrouver leur âge. Lorsque le Centre de Commande explose sous les bombes déposées par Goldar et Rito, Alpha téléporte les Rangers à l'extérieur. Il est laissé pour mort par la suite.

#### Power Rangers
- Thomas « Tommy » Oliver (jeune) (Michael R. Gotto) : Tommy serait transformé en enfant après que Maître Vile utilise le Cristal d'Armaguedon pour remonter le temps et il partirait en quête auprès d'une tribu amérindienne pour récupérer le Zeo Cristal après que son Médaillon Ninja Faucon soit détruit par Rita et Zedd.
- Rocco « Rocky » DeSantos (jeune) (Michael J O’Laskey II) : Rocky serait transformé en enfant après que Maître Vile utilise le Cristal d'Armaguedon pour remonter le temps, et il partirait en quête au Mexique pour récupérer le Zeo Cristal bleu après que son Médaillon Ninja Singe soit détruit par Rita et Zedd.
- Adam Park (jeune) (Matthew Sakimoto) : Adam serait transformé en enfant après que Maître Vile utilise le Cristal d'Armaguedon pour remonter le temps et il partirait en quête en Corée pour récupérer le Zeo Cristal vert après que son Médaillon Ninja Grenouille soit détruit par Rita et Zedd.
- William « Billy » Cranston (jeune) (Justin Timsit) : Billy serait transformé en enfant après que Maître Vile utilise le Cristal d'Armaguedon pour remonter le temps, mais il retrouverait son âge normal après avoir utilisé un appareil alimenté par les Médaillons Ninja. Cependant, Billy serait le seul à le faire, car Rita et Zedd détruisent les Médaillons Ninja.
- Aïsha Campbell (jeune) (Sicily Sewell) : Aisha serait transformée en enfant après que le Maître Vile utilise le Cristal d'Armaguedon pour remonter le temps et elle partirait en quête en Afrique pour récupérer le Zeo Cristal jaune après que son Médaillon Ninja Ours soit détruit par Rita et Zedd. Cependant, au cours de cette quête, Aïsha décide de rester en Afrique après avoir appris que la faune locale est malade, et elle donne son Zeo Cristal jaune à Tanya Sloan.
- Katherine « Kat » Hillard (jeune) (Julia Jordan) : Kat serait transformée en enfant après que le Maître Vile utilise le Cristal d'Armaguedon pour remonter le temps et elle partirait en quête en Australie pour récupérer le Zeo Cristal rose après que son Médaillon Ninja Grue soit détruit par Rita et Zedd.

#### Afrique
- Tanya Sloan (Jeune) (Lasean Davis) : Tanya Sloan est une jeune fille qu'Aïsha Campbell a rencontrée lors de sa quête du Zeo Cristal jaune en Afrique. Après avoir trouvé sa part du Zeo Cristal, Tanya Sloan se voit remettre le Zeo Cristal jaune pour prendre sa place dans l'équipe afin qu'Aïsha puisse rester en Afrique.

### Ennemis

#### Le Palais Lunaire
- Seigneur Zedd (Robert Axelrod) : Lorsque Maître Vile retourne dans sa galaxie d'origine, il reprend la tête de l'attaque sur Terre, réussissant à obtenir les Médaillons Ninja et à les détruire. Il ordonne ensuite à Rito et Goldar de placer des bombes à l'intérieur du Centre de Commande après avoir trouvé une entrée secrète, et il parvient avec succès à le faire exploser après avoir obtenu le Zeo Cristal.
- Rita Repulsa (Barbara Goodson) : Lorsque le Maîtreretourne sur sa planète d'origine, elle reprend la tête de l'attaque sur Terre, réussissant à obtenir avec succès les Médaillons Ninja et à les détruire. Elle donne ensuite l'ordre à Rito et Goldar de placer des bombes à l'intérieur du Centre de Commande après avoir découvert une entrée secrète, et elle parvient avec succès à le faire exploser après avoir obtenu le Zeo Cristal.
- Maître Vile (Simon Prescott) : Maître Vile utilise le Cristal d'Armaguedon pour remonter le temps et transformer les Power Rangers en enfants. Il tente ensuite une invasion totale de la Terre, dirigée par son général, le Professeur Longnose, mais est contrecarré lorsque les Alien Rangers détruisent son armée. Le Maître Vile en a alors assez de détruire la Terre et retourne dans la Galaxie M-51.
- Rito Revolto (Bob Papenbrook) : Après le départ de son père, le Maître Vile, vers la Galaxie M-51, Rito réussit à obtenir avec succès les Médaillons Ninja pour que Rita et Zedd les détruisent définitivement. Il reçoit ensuite pour mission de placer des bombes dans le Centre de Commande avec Goldar, après avoir découvert une entrée secrète, et il réussit après avoir obtenu le Zeo Cristal.
- Goldar (Kerrigan Mahan) : Après que les Power Rangers aient été transformés en enfants par le Cristal d'Armaguedon, Goldar vole les Médaillons Ninja qu'ils avaient utilisées pour tenter de retrouver leur véritable âge. Rita Repulsa et le Seigneur Zedd utilisent ensuite leurs pouvoirs pour les détruire. Goldar se voit ensuite confier la tâche de placer des bombes dans le Centre de Commande avec Rito Revolto, après avoir découvert une entrée secrète. Ils réussissent à le faire exploser après avoir obtenu le Zeo Cristal.

## Armes
- Épées ◆◆◆◆◆ : À leur disposition dans leur dos, les Alien Rangers peuvent se défendre en utilisant leurs Épées. Dignes de celles des Ninjas, elles sont aiguisées et ne font pas de cadeaux.
- Pistolet Lasers ◆◆◆◆◆ : Les Alien Rangers disposent de Pistolets Lasers pour se défendre et détruire leurs ennemis.
- Griffes ◆◆◆◆◆ : L'Alien Ranger rouge possède une arme spéciale : les Griffes. Posées sur sa main, elles lui permettent d'attaquer ses ennemis de façon plus violente.
- Communication télépathique ◆◆◆◆◆ : Dôtés d'un énorme cerveau, les Aquitariens peuvent communiquer de façon télépathique. C'est un moyen rapide et sûr de transmettre ses idées ou de recevoir des ordres.
- Téléportation Aquitarienne ◆◆◆◆◆ : Les Aquitariens disposent de leur propre téléportation. Celle-ci leur permet de se déplacer sur Terre, mais également de retourner sur Aquitar lorsqu'ils ont un besoin urgent de se réhydrater.
- Pouvoirs télépathiques ◆◆◆◆◆ : En concentrant tous leurs pouvoirs, les Aquitariens peuvent faire appel à la puissance de l'eau pour attaquer leurs ennemis sans avoir besoin de se transmuter.
- Réhydratation ◆◆◆◆◆ : Les Aquitariens vivent essentiellement de l'énergie qu'ils produisent en séparant les molécules d'eau. C'est pourquoi ils ont un besoin très fréquent de se réhydrater. Or, ils ne leur faut pas n'importe quelle eau, mais une qui soit pure, et si possible quasi-identique à celle d'Aquitar.
- Ruse ◆◆◆◆◆ : Tout comme les Ninja Rangers, les Aliens Rangers peuvent utiliser la Ruse, qui consiste à partir en laissant leurs costumes derrière eux, pour tromper leurs ennemis.
- Force de la Vague : L'Alien Ranger bleu peut faire appel à la Force de la Vague pour combattre les ennemis.

## Zords

### Borgs de combat
Les Borgs de combat sont d'immenses robots humanoïdes des Alien Rangers. Ils n'ont pas la capacité de se transformer, mais possèdent une grande mobilité. Les Borgs de combat sont invoqués par les Alien Rangers Aliens à l'aide de leurs Médaillons et sont contrôlés par un lien mental, ce qui permet aux Alien Rangers de rester en dehors du champ de bataille pendant un combat. La technologie permettant un lien télépathique entre un Borg de combat et son pilote a été utilisée plus tard dans le Zord de combat rouge.
- Borg de combat rouge : Le Borg de combat rouge est un Zord de couleur rouge semblable à un humanoïde qui est contrôlé par télépathie par l'Alien Ranger rouge.
- Borg de combat blanc : Le Borg de combat blanc est un Zord de couleur blanc semblable à un humanoïde qui est contrôlé par télépathie par l'Alien Ranger blanc.
- Borg de combat bleu : Le Borg de combat bleu est un Zord de couleur bleu semblable à un humanoïde qui est contrôlé par télépathie par l'Alien Ranger bleu.
- Borg de combat jaune : Le Borg de combat jaune est un Zord de couleur jaune semblable à un humanoïde qui est contrôlé par télépathie par l'Alien Ranger jaune.
- Borg de combat noir : Le Borg de combat noir est un Zord de couleur rouge semblable à un humanoïde qui est contrôlé par télépathie par l'Alien Ranger noir.

### ShogunZords
- ShogunZord rouge : Le ShogunZord rouge est un Zord de couleur blanc semblable à un humanoïde qui est utilisé par l'Alien Ranger rouge pendant son séjour sur Terre.
- ShogunZord noir : Le ShogunZord noir est un Zord de couleur noir semblable à un humanoïde qui est utilisé par l'Alien Ranger noir pendant son séjour sur Terre.
- ShogunZord bleu : Le ShogunZord bleu est un Zord de couleur bleu semblable à un humanoïde qui est utilisé par l'Alien Ranger bleu pendant son séjour sur Terre.
- ShogunZord jaune : Le ShogunZord rouge est un Zord de couleur jaune semblable à un humanoïde qui est utilisé par l'Alien Ranger jaune pendant son séjour sur Terre.
- ShogunZord blanc : Le ShogunZord blanc est un Zord de couleur blanc semblable à un humanoïde qui est utilisé par l'Alien Ranger blanc pendant son séjour sur Terre.

## Megazords
- Shogun Megazord ◆◆◆◆◆ : Lorsque les Alien Rangers décident de venir en aide aux Power Rangers sur Terre, Zordon leur propose d'utiliser les ShogunZords en plus de leurs Borgs de Combat. Les Aquitariens peuvent ainsi former le Shogun Megazord pour augmenter leur puissance de feu et détruire leurs ennemis.
- Shogun MegaFauconZord ◆◆◆◆◆◆❖ : Face à Hydro Hog, le Shogun Megazord n'est pas assez puissant. Billy décide d'utiliser l'Unité de Commande Autonome qu'il avait créée pour piloter le FauconZord. Ce dernier peut alors s'assembler avec les ShogunZords pour former le Shogun MegaFauconzord.

## Épisodes de la troisième saison,2epartie (1996)
| No de production | No d'épisode | Titre français                        | Titre original                   | Première diffusion ( Australie) |
| ---------------- | ------------ | ------------------------------------- | -------------------------------- | ------------------------------- |
| 146              | 34           | Les Aliens Rangers d'Aquitar Partie 1 | Alien Rangers of Aquitar, Part 1 | 27 janvier 1996                 |
| 147              | 35           | Les Aliens Rangers d'Aquitar Partie 2 | Alien Rangers of Aquitar, Part 2 | 27 janvier 1996                 |
| 148              | 36           | De l'eau pour les Rangers             | Climb Every Fountain             | 10 février 1996                 |
| 149              | 37           | Le piege                              | The Alien Trap                   | 10 février 1996                 |
| 150              | 38           | La metamorphose de Bulk               | Attack of the 60' Bulk           | 24 février 1996                 |
| 151              | 39           | De l'eau et des bas                   | Water You Thinking ?             | 24 février 1996                 |
| 152              | 40           | La strategie d'Arachneos              | Along Came a Spider              | 17 février 1996                 |
| 153              | 41           | Le voyage raté d'Hydro Hog            | Sowing the Seas of Evil          | 17 février 1996                 |
| 154              | 42           | Un après-midi de sécheresse Partie 1  | Hogday Afternoon, Part 1         | 3 février 1996                  |
| 155              | 43           | Un après-midi de sécheresse Partie 2  | Hogday Afternoon, Part 2         | 3 février 1996                  |